# Phyllodromica merrakescha
Phyllodromica merrakescha är en kackerlacksart som först beskrevs av Adelung 1914.  Phyllodromica merrakescha ingår i släktet Phyllodromica och familjen småkackerlackor.
Artens utbredningsområde är Marocko. Inga underarter finns listade i Catalogue of Life.